# А якщо...
«А якщо…» (англ. What If —) — науково-фантастичне оповідання американського письменника Айзека Азімова, вперше опубліковане 1952 року журналом Fantastic. Увійшло до збірки «Прихід ночі та інші історії» (1969).

## Сюжет
Чоловік та дружина подорожують поїздом із Бостона до Нью-Йорка. Їх попутником є таємничий пан Якщо, який показує їм на портативному пласкому екрані, як склались би їх взаємовідносини, якби не відбулась одна крихітна подія.

## Подібні сюжети у творах Азімова
Азімов описує зміну важливих подій за допомогою незначних дій і у інших своїх творах:
- Кінець Вічності,
- Прізвище на «С».

## Подібні пристрої у фантастичних творах
- у серіях Футурами Anthology of Interest I та Anthology of Interest II;
- у серії «Turn Left» серіалу Доктор Хто;